# Warrant (gruppo musicale statunitense)
I Warrant sono un gruppo musicale hair metal statunitense, formatosi a Los Angeles nel 1984.
I Warrant si affermarono come uno dei più popolari gruppi della scena hair metal tra gli ultimi anni ottanta e i primi anni novanta, grazie ai primi due dischi Dirty Rotten Filthy Stinking Rich (1989) e Cherry Pie (1990) con i quali ottennero due doppi dischi di platino. Il declino avvenne pochi anni dopo a causa dell'insorgere del nuovo genere grunge, che soppiantò la popolarità delle hair band. Nonostante il discreto successo del terzo disco Dog Eat Dog (1992) durante gli stessi anni novanta i Warrant, cambiando radicalmente varie formazioni, cercarono di non sprofondare adattandosi alle tendenze musicali contemporanee senza però riuscire ad ottenere molta popolarità. Nei primi anni 2000 tornarono ad affermarsi ormai come band underground, ripercorrendo lo stile hair metal degli esordi.
Dopo il cover album Under the Influence (2001), ed i vari tour sul territorio statunitense, il cantante del gruppo Jani Lane abbandona il gruppo nel 2004 venendo rimpiazzato da Jaime St. James, ex cantante dei Black 'N Blue, altra hair metal band degli anni 80. Con il nuovo cantante pubblicano il disco Born Again nel 2006, ma la nuova recluta venne allontanata quando giunse la notizia del ritorno del leader storico Jani Lane. Lane però non si soffermò a lungo, venendo cacciato dal gruppo dopo alcuni diverbi pochi mesi dopo la sua entrata. A sua sostituzione subentra Robert Mason, ex ugola dei Lynch Mob, gruppo fondato dallo storico ex chitarrista dei Dokken George Lynch. Mason conduce anche un progetto parallelo con i Big Cock, gruppo fondato dall'ex chitarrista dei King Kobra David Michael-Phillips. Il gruppo ha venduto più di 10 milioni di album.

## Storia del gruppo

### Gli esordi
I Warrant si formarono per iniziativa del cantante Adam Shore e del batterista Max Asher nel luglio 1984 a Los Angeles. Essi furono presto raggiunti dal chitarrista Erik Turner e dal bassista Chris Vincent che durò qualche mese, poi rimpiazzato da Jerry Dixon. La prima formazione includeva anche Josh Lewis alla chitarra. Nel settembre 1986, il cantante Jani Lane ed il batterista Steven "Sweet" Chamberlin, provenienti dalla band "Plain Jane", rimpiazzarono rispettivamente Adam Shore e Max Asher. Questi ultimi poi fondarono un'altra band chiamata Hot Wheelz, mentre il chitarrista Joey Allen, che aveva già suonato con Erik Turner nei Knightmare II, prese il posto di Josh Lewis. Iniziarono i primi concerti attorno alla zona, da spalla a musicisti come Hurricane, Ted Nugent, Stryper, Black N'Blue, Odin e molti altri. Anche Lewis abbandonò la formazione nel marzo 1987.
Il reclutamento di Lane proiettò la band sulle strade del successo; egli infatti coprì il ruolo di principale compositore. La formazione venne così completata definitivamente nel marzo 1987. Dopo aver riscosso una discreta notorietà nei club di Los Angeles, la band registrò una demo nel settembre 1987 per la Paisley Park Records, un'etichetta di proprietà del noto artista Prince. Una volta notati nel circuito, la A&M Records volle concludere un accordo con la band, e li invitò a partecipare alla colonna sonora di Bill & Ted's Excellent Adventure, un film con Keanu Reeves del 1989. I progetti non ebbero però un risvolto positivo, e l'accordo con l'etichetta presto sfumò. Alla ricerca di una nuova label, i Warrant suonarono ulteriori date con i D'Molls e i Britny Fox.

### Il successo
Nel gennaio 1988 i Warrant firmarono riuscendo ad assicurarsi un contratto con la Columbia Records, ed in aprile, con Beau Hill alla produzione, iniziarono le sessioni del futuro debutto discografico, che prenderà il titolo di Dirty Rotten Filthy Stinking Rich.
L'album venne pubblicato il 27 gennaio 1989, e verso metà di quell'anno aveva già scalato la Top Ten statunitense grazie ai singoli estratti "Down Boys", "Sometimes She Cries" e soprattutto la power ballad "Heaven", che arrivò fino al secondo posto della classifica americana. Sorsero però alcune polemiche, poiché i Warrant vennero accusati di plagio. Vennero fatte circolare anche alcune voci sul fatto che Erik Turner e Joey Allen non avrebbero partecipato alle incisioni dell'album, e che al loro posto avrebbe suonato l'ex chitarrista degli Streets, Mike Slamer. Mentre le voci non furono mai verificate, la moglie di Slamer nel 1998 confermò che effettivamente suo marito aveva suonato nell'album. Poco dopo la realizzazione del debutto, i Warrant intrapresero tour con artisti come Paul Stanley, Queensrÿche, Cinderella, Poison, Mötley Crüe e Kingdom Come. Alla fine dell'anno, Dirty Rotten Filthy Stinking Rich guadagnò il disco di platino.
Due anni dopo la band passò alla pubblicazione del secondo disco, intitolato Cherry Pie, che venne prodotto sempre da Beau Hill e pubblicato l'11 settembre 1990. Originariamente il titolo del disco avrebbe dovuto essere Uncle Tom's Cabin, tuttavia vennero obbligati a cambiare nome su spinta dell'etichetta. Cherry Pie ottenne un successo ancora più grande, si arrampicò in classifica grazie ai singoli "I Saw Red" e "Cherry Pie", che guadagnarono l'accesso nella top 10. Jani Lane stesso, come altri membri della band, in seguito dichiararono più volte in alcune interviste che tale brano segnò per loro un marchio indelebile da loro considerato un peso. Premiati con un doppio platino per ben due volte, i Warrant resero partecipi dell'album anche noti artisti della scena come C.C. DeVille dei Poison, Bruno Ravel e Steve West dei Danger Danger, e la cantante Fiona. Le prime copie dell'album contenevano anche la traccia "Ode to Tipper Gore", un brano contro l'organizzazione P.M.R.C., e una dei suoi rappresentanti e fondatori, Tipper Gore (moglie di Al Gore) che si batteva per la censura della musica, ed in particolare contro la musica heavy metal. Il brano era essenzialmente una composizione di pesanti insulti contro Tipper Gore e la P.M.R.C. intera, dichiarati durante i loro vari concerti, ed infatti venne successivamente censurato. Seguì un tour con i Poison, che ebbe termine nel gennaio 1991 dopo un conflitto tra le due band nel backstage. Supportarono anche il tour di David Lee Roth in Europa e dei FireHouse e Trixter negli Stati Uniti. Alla fine dell'anno, Cherry Pie vendette tre milioni di copie solo negli Stati Uniti. Nel 1992 parteciparono anche alla colonna sonora del film I gladiatori della strada con i brani "We Will Rock You" (cover dei Queen) e "The Power".

### Il declino e il cambio di sonorità
I Warrant, come tutti i gruppi della corrente hair metal, ebbero molti problemi nel continuare il loro cammino tra i dischi di platino; tutto ciò a causa dell'esplosione del fenomeno grunge dei primi anni 90. Durante questo periodo il gruppo subì diversi cambi di formazione. Intrapresero quindi direzioni musicali differenti, lasciandosi alle spalle l'hair metal degli anni ottanta. La band cambiò look e sonorità rifacendosi ad un heavy metal più cupo e con una vena alternative, per rimanere al passo coi tempi. Anche se il terzo album Dog Eat Dog, fu comunque premiato con il disco d'oro, la loro strada commerciale declinò inevitabilmente; il disco riuscì a vendere solo 500 000 copie. Ottennero però un posto per il Monsters of Rock al fianco degli Iron Maiden in Europa. Curiosamente, uno dei migliori concerti del tour per promuovere l'album fu proprio quello di Milano, dove lo staff si sarebbe aspettato una brutta accoglienza, e contrariamente si rivelò tra i migliori del tour. La situazione venne peggiorata da Glenn Danzig dei Danzig (ex Misfits) che, nelle settimane precedenti fino alla loro esibizione, aveva incitato i fan a lanciare più oggetti possibile alla band. Conseguentemente Danzig e la sua band vennero cacciati dal concerto e cancellati dalla lista.
Dati gli scarsi consensi di Dog Eat Dog, il cantante Jani Lane abbandonò temporaneamente la band nel febbraio 1993. Il mese seguente vennero scaricati dalla Columbia, a causa dell'abbandono di Lane ma anche delle scarse vendite. A contribuire al periodo buio, la band assistette alla morte del loro manager Tom Hulet. Nel maggio 1994, il chitarrista Allen lasciò il gruppo venendo il mese successivo seguito dal batterista Sweet. Nel novembre 1994, Rick Steier sostituì Allen alla chitarra e James Kottak sostituì Sweet alla batteria; i due erano ex membri dei Kingdom Come e Wild Horses. Lane intraprese altri progetti ma decise di rientrare nella band, che firmò un contratto per una nuova etichetta con Tom Lipsky della CMC International nel settembre 1994, mentre in Giappone l'affare venne concluso con la Pony Canyon. L'uscita di Ultraphobic il 10 marzo 1995, prodotto da un ritornato Beau Hill, fallì comunque su tutte le classifiche e vendette meno del precedente. L'album mostra una progressione verso le tendenze musicali dell'alternative rock e del grunge, presentando una notevole affinità con le sonorità dell'epoca. Il disco risultò infatti un disastro commerciale ed è visto come tra i peggiori della band. Nonostante ciò si esibirono in tour in Europa, Stati Uniti e Giappone.
Il batterista Kottak lasciò la band nel marzo 1996 durante il tour dell'album, venendo rimpiazzato da Bobby Borg (ex Beggars & Thieves, Left For Dead, Opinion). Adottando il nuovo nome di "Warrant 96" (che stava a significare il cambio di direzioni musicali della band), il gruppo pubblicò Belly to Belly che venne realizzato nel luglio 1996 in Giappone e il 1º ottobre 1996 negli Stati Uniti. L'album continuava sulla scia delle sonorità alternative/grunge. Nell'ottobre 1997, il batterista Borg abbandonò la band, e venne sostituito provvisoriamente in tour da Vik Foxx (ex Vince Neil, Enuff Z'nuff). Tornano ad esibirsi live nel 1997 aprendo per Alice Cooper, Dokken e Slaughter. Scott Warren abbandonerà il progetto per raggiungere i riformati Berlin.
La formazione originale dei Warrant annunciò l'intenzione di riformarsi nel 1998. Realmente Erik Turner (che suonava occasionalmente con la band) e Joey Allen, erano interessati a rientrare, mentre Steven Sweet rimase indeciso. Quell'anno la formazione risulterà composta da Lane, Steier, Dixon, il tastierista Danny Wagner e Vikki Foxx, mentre Borg prenderà altre strade. Infine prenderanno parte al "The Rock Never Stops" tour al fianco di FireHouse, Quiet Riot e L.A. Guns. Danny Wagner nel frattempo pubblicò l'album solista Thirteen. Anche Erik Turner pubblicò un album solista intitolato Demos For Diehards, che vedeva il contributo di alcuni ex membri dei Warrant ed alcuni membri dei Southgang e Black'N Blue. I Warrant parteciparono anche al tribute album dedicato a Rod Stewart Forever Mod: Portrait Of A Storyteller (1998). Vikki Foxx venne poi rimpiazzato da Danny Wagner nel settembre 1998 e più tardi raggiungerà i BulletBoys. Nel 1999 verrà pubblicata la raccolta Greatest & Latest, composta da nuove tracce, mixaggi e vecchi brani ri-registrati.

### Anni 2000
Il chitarrista Steier e il batterista Wagner lasciarono la band nel gennaio 2000. Keri Kelli (ex Dad's Porno Mag, Pretty Boy Floyd e Ratt) sostituì Steier alla chitarra e Mike Fasano sostituì invece Wagner alla batteria. Keri Kelli e Mike Fasano avevano suonato assieme nei Dad's Porno Mag. Nell'agosto 2000, Kelli lasciò la band per entrare in tour con i Slash's Snakepit, Billy Morris prenderà il suo posto. Lane fondò inoltre una jam band chiamata Phucket col chitarrista Keri Kelli, il bassista Robbie Crane ed il batterista Bobby Blotzer, tutti membri dei Ratt. Il seguente lavoro Under the Influence esce nel maggio del 2001, dopo più di sei anni. Questo era un cover album composto da brani come "Toys in the Attic" degli Aerosmith, "Tie Your Mother Down" dei Queen, "Suffragette City" di David Bowie, "Hair of the Dog" dei Nazareth, "Surrender" dei Cheap Trick ed altre. Il disco pur essendo un cover album di ottima fattura, non lasciò un grosso seguito e passò inosservato.
La band, con un Jani Lane con un taglio da moicano, tornò nell'estate 2002 per il Metal Edge Rockfest tour. Nell'aprile 2003, i Warrant sostituiscono il batterista Fasano con Kevin Phares. Nello stesso anno, Lane pubblicò il suo debutto da solista Back Down to One, di cui molti brani vennero scritti con il suo ex compagno nei Warrant Keri Kelli. Lane lasciò nuovamente il gruppo nel gennaio 2004, a seguirlo furono Morris e Phares. Lane fu costretto ad annullare la prima serie di show in qualità di solista in Michigan, a causa di problemi legali. Mentre nel 2004 i Warrant suonarono al fianco di L.A. Guns, Ratt, FireHouse e i Dokken come headliner. Mike Fasano rientrò nella band per un breve periodo, prima di venire rimpiazzato dal batterista storico Steven Sweet. Anche Allen tornò nel febbraio 2004. I Warrant vennero poi raggiunti dall'ex singer dei Black 'N Blue, Jaime St. James. Questa formazione lavorò per il settimo album in studio intitolato Born Again, uscito il 31 marzo 2006 con Pat Regan (già produttore di Kiss, Deep Purple, Mr. Big, L.A. Guns). Quello stesso mese il chitarrista Billy Morris raggiunse i Quiet Riot. Joey Allen annunciò un ritiro provvisorio e a sua sostituzione subentrò Brent Woods, ex chitarrista dei Wildside e Vince Neil.  Il gruppo firmò poi un contratto con l'etichetta tedesca MTM Music in dicembre.
Nel primo 2007 il gruppo annuncia la partecipazione al 80s Invasion tour negli States al fianco degli L.A. Guns e FireHouse. Una versione acustica del brano "Heaven", accreditata come versione solista di Jani Lane, venne inclusa nella raccolta VH1 Classic: Metal Mania - Stripped, edita per la Sidewinder Music nel marzo 2007. La MTM Music pubblicò sul mercato europeo il DVD Born Again: Delvis Video Diaries, che conteneva 12 video dei brani contenuti nel disco Born Again curati da Jerry Dixon, Steven Sweet e Tommy Thayer, più altre registrazioni girate in studio. Quel luglio il gruppo apparì anche al festival Rocklahoma, svoltosi a Pryor, Oklahoma, con altri grandi nomi della scena hair metal come Ratt, Vince Neil, Poison, Slaughter, Quiet Riot, Winger, Dokken, Jackyl, Faster Pussycat, Enuff Z'nuff, Steelheart, 36 Inches, Y&T, FireHouse, BulletBoys, Bang Tango e Great White. Nonostante gli apparenti conflitti tra Jani Lane e i restanti Warrant, nel gennaio 2008 venne rivelato che il cantante storico era tornato nella formazione. Conseguentemente St. James riformò i Black 'N Blue. Questa versione dei Warrant annunciò dei tour statunitensi nel giugno 2008 assieme ai Lynch Mob e Cinderella, ma le date saltarono quando il frontman dei Cinderella Tom Keifer accusò un'emorragia alle corde vocali durante le prove. Dopo alcune date irregolari, che culminarono nell'ultimo concerto il 31 agosto al Rock the Bayou festival durante il quale Lane sembrò assumere comportamenti incoerenti, il 5 settembre la formazione decise di allontanare Jani Lane. Il giorno stesso i Warrant annunciarono il rimpiazzo, l'ex cantante dei Lynch Mob, Robert Mason, già impegnato parallelamente con i Big Cock.
(comunicato ufficiale - 5 settembre 2008)
Seguirono immediatamente tour statunitensi, tra settembre ed ottobre, durante il quale supportarono vari artisti come Alice Cooper, Trixter, Queensrÿche e Kip Winger.
Il primo album con il nuovo cantante viene pubblicato il 17 maggio 2011 col titolo Rockaholic, per l'etichetta discografica italiana Frontiers Records.

### Morte di Jani Lane
L'11 agosto 2011, Jani Lane viene trovato morto in una camera di un albergo, all'età di 47 anni, per un infarto causato da un'intossicazione da alcol.
Il giorno dopo, i Warrant rendono omaggio al loro ex frontman, durante un concerto a Grand Forks, nel Dakota del Nord.
(Erik Turner - 13 agosto 2011)
Il 29 agosto 2011 si svolge un concerto in memoria di Jani Lane, a cui prendono parte Great White, Quiet Riot e L.A. Guns, al Key Club di Hollywood, California.

### Eventi recenti
Il 12 maggio 2017 il gruppo pubblica il nono album in studio Louder Harder Faster, prodotto dall'ex bassista dei Dokken e membro dei Foreigner, Jeff Pilson.

## Formazione

### Formazione attuale
- Robert Mason – voce (2008-oggi)
- Erik Turner – chitarra (1984-oggi)
- Joey Allen – chitarra (1987-1994, 2004-oggi)
- Jerry Dixon – basso (1984-oggi)
- Steven Sweet – batteria (1986-1994, 2004-oggi)

### Ex componenti
- Adam Shore – voce (1984-1986)
- Jani Lane – voce (1986-1993, 1994-2004, 2008)
- Jaime St. James – voce (2004-2008)
- Josh Lewis – chitarra (1984-1987)
- Rick Steier – chitarra (1994-2000)
- Keri Kelli – chitarra (2000)
- Billy Morris – chitarra (2000-2004)
- Brent Woods – chitarra (2004)
- Max Asher – batteria (1984-1986)
- James Kottak – batteria (1994-1996)
- Bobby Borg – batteria (1996-1997)
- Vik Foxx – batteria (1997-1998)
- Danny Wagner – batteria (1998-2000)
- Mike Fasano – batteria (2000-2003, 2004)
- Kevin Phares – batteria (2003-2004)
- Scott Warren – tastiere (1989-1992)
- Dave White – tastiere (1992-1995)
- Danny Wagner – tastiere (1995-1998)
- Mike Morris – tastiere (2000-2004)

## Discografia

### Album in studio
- 1989 – Dirty Rotten Filthy Stinking Rich
- 1990 – Cherry Pie
- 1992 – Dog Eat Dog
- 1995 – Ultraphobic
- 1996 – Belly to Belly
- 2001 – Under the Influence
- 2006 – Born Again
- 2011 – Rockaholic
- 2017 – Louder Harder Faster

### Album dal vivo
- 1997 – Warrant Live 86-97
- 2005 – Extended Versions

### Raccolte
- 1996 – The Best of Warrant
- 1996 – Rocking Tall
- 1999 – Greatest & Latest
- 2004 – Cherry Pie (All the Hitz 'N' More)
- 2004 – Then and Now